# Long Island Jawz
Die Long Island Jawz waren ein US-amerikanisches Inlinehockeyfranchise aus Uniondale im Bundesstaat New York. Es existierte im Jahr 1996 und nahm an einer Spielzeit der professionellen Inlinehockeyliga Roller Hockey International teil. Die Heimspiele des Teams wurden im Nassau Veterans Memorial Coliseum ausgetragen.

## Geschichte
Das Team war vor der Saison 1996 neu gegründet worden. In seiner einzigen Saison in der Roller Hockey International unter Cheftrainer Phil DeGaetano verpasste das Team die Playoffs um den Murphy Cup knapp.
Nach der Saison 1996 wurde das Team aufgrund eines Disputs mit den New York Islanders aus der National Hockey League aufgelöst.
1996 hatte das Team einen Zuschauerschnitt von 6547 und fand sich im Vergleich der anderen Teams an dritter Stelle wieder. Der Zuschauerkrösus Anaheim Bullfrogs hatte einen Schnitt von 9871, während lediglich 815 Zuschauer die Spiele der Empire State Cobras besuchen wollten.
Die Teamfarben waren Schwarz, Blau und Rot.

## Saisonstatistik
Abkürzungen: Sp = Spiele, S = Siege, N = Niederlagen, OTN = Niederlagen nach Overtime oder Shootout, Pkt = Punkte, T = Erzielte Tore, GT = Gegentore
| Saison | Sp | S  | N | OTN | Pkt | T   | GT  | Platz        | Playoffs           |
| 1996   | 28 | 16 | 9 | 3   | 35  | 246 | 211 | 3., Atlantic | nicht qualifiziert |

## Bekannte Spieler
- Darren Banks
- Glen Metropolit